# Davor Šalat
Davor Šalat (n. 1968 en Dubrovnik, Dalmacia) es un periodista, traductor y ensayista croata.
A lo largo de su carrera profesional ha escrito varios poemas y críticas literarias a la par que ensayos literarios. Se graduó en la Facultad de Filosofía y Letras de Zagreb, ciudad en la que pasó su vida.
- Datos: Q12629646